# Kuzuno Masahiro
Masahiro Kuzuno (sinh ngày 2 tháng 7 năm 1975) là một cầu thủ bóng đá người Nhật Bản.

## Sự nghiệp câu lạc bộ
Masahiro Kuzuno đã từng chơi cho Bellmare Hiratsuka.